# Lisa Stothard
Lisa Stothard (* 14. Dezember 1962) ist eine US-amerikanische Schauspielerin und Fotomodell.

## Biografie
Die 1,79 m hoch gewachsene Lisa Stothard besuchte von 1976 bis 1980 die Wauwatosa West High School in Wisconsin. Ihre Leistung im Hochsprung von 1,74 m aus dem Jahr 1980 wird bis heute in den Allzeit-Schülerranglisten des Bundesstaates auf einem der oberen Plätze geführt. Lisa Stothards Mutter Arlene Wilson leitete seit 1976 eine der beiden ersten Modelagenturen von Wisconsin und schließlich mit Arlene Wilson Management eine der größeren Modelagenturen der USA. Nach dem Schulabschluss arbeitete ihre Tochter selbst als Model, und ihre Erfolge in Europa verschafften der Mutter dort wesentliche Kontakte.
Als Darstellerin im Film hatte Lisa Stothard erste freizügige Filmauftritte in den italienischen Erotikkomödien Yuppies 2 und Italian Fast Food (beide 1986). Ebenfalls in Italien spielte sie 1987 eine der weiblichen Hauptrollen in der Komödie Montecarlo Gran Casinò. In den 1990er-Jahren hatte sie kleinere Sprechrollen in den US-Komödien Dumm und Dümmer (1994) sowie Kingpin (1996). Zudem trat sie in Fernsehserien wie Ein Strauß Töchter und Sindbads Abenteuer auf. 1998 spielte sie eine Nebenrolle in dem Film Gia – Preis der Schönheit mit Angelina Jolie. 1999 war sie in der weiblichen Hauptrolle des Actionfilms Bloodsport IV zu sehen. Im gleichen Jahr heiratete Lisa Stothard dessen Hauptdarsteller Daniel Bernhardt. Der Ehe entstammt eine Tochter (* 2003).

## Filmografie
- 1986: Italian Fast Food
- 1986: Yuppies 2
- 1987: Montecarlo Gran Casinò
- 1994: Ein Strauß Töchter (Sisters) (TV-Serie)
- 1994: Dumm und Dümmer (Dumb & Dumber)
- 1996: Kingpin
- 1998: Gia – Preis der Schönheit (Gia)
- 1998: Sindbads Abenteuer (The Adventures of Sinbad) (TV-Serie)
- 1999: Bloodsport IV (Bloodsport4 - The Dark Kumite)
- 1999: The Debtors
- 2004: Tornado – Tödlicher Sog (Nature Unleashed: Tornado)
- 2007: Fetch